# Jingmen
|  | No s'ha de confondre amb Jiangmen. |

Jingmen (xinès simplificat: 荆门; xinès tradicional: 荆門; pinyin: Jīngmén; Wade–Giles: Ching1mên2) és una ciutat a nivell de prefectura a la província de Hubei, a la República Popular de la Xina. Està situada al sud de les muntanyes Jingshan, a la riba esquerra del riu Han, afluent del Iang-Tsé. Jingmen es troba dins d'una zona on es planten cultius de cotó i d'oli. La població de la prefectura és de 2.873.687 habitants (cens de població de 2010). L'àrea urbana de la ciutat de Jingmen té una població d'uns 400.000 habitants. Jingmen s'anomena així, ja que antigament era la porta d'entrada a Jingzhou, una de les nou províncies i significa literalment la porta d'entrada a Jingzhou.

## Clima
Jingmen té un clima subtropical humit típic, amb gener el mes més fred i juliol el mes més calorós. La temperatura puja als 38 °C al migdia amb una humitat incòmoda al juliol, però també baixa dels 0 °C a l'hivern, amb neu cada any. Les pluges són abundants d'abril a setembre, amb menys a la tardor i l'hivern.

## Administració

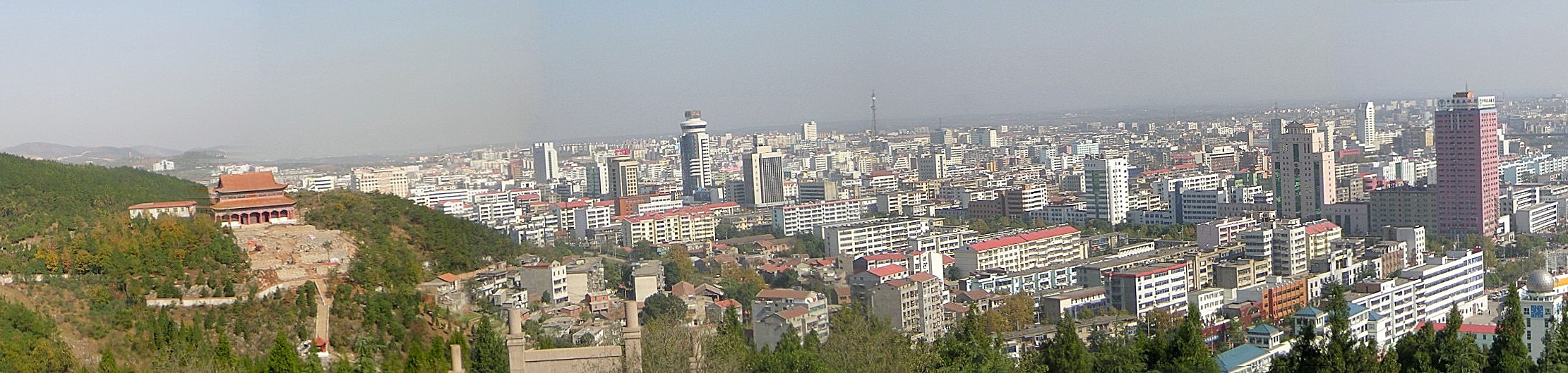
Jingmen des del turó de Xiangshan.

El municipi de Jingmen consta de dos districtes, dues ciutats a nivell de comtat, un comtat i altres tres àrees de gestió no MoCA:
- Districte de Dongbao (东宝区)
- Districte de Duodao (掇刀区)
- Ciutat de Zhongxiang (钟祥市)
- Ciutat de Jingshan (京山市)
- Comtat de Shayang (沙洋县)
- Àrea de tecnologia avançada de Jingmen (荆门高新技术产业园区 o 荆门高新区)
- Zona Nova de Zhanghe (漳河新区)
- Districte de gestió de Qujialing (屈家岭管理区)

| Mapa                                                                         |
| ---------------------------------------------------------------------------- |
| Dongbao Duodao Comtat de · Shayang Jingshan · (ciutat) Zhongxiang · (ciutat) |